# Muerte suspendida
Muerte suspendida es una película venezolana de 2015 que se caracterizó por ser la primera en usar efectivos policiales verdaderos como actores de la misma, usando efectivos del CICPC. Nace como la ópera prima del director Oscar Rivas Gamboa. Basada en hechos reales, esta película trasciende del típico argumento que siempre ha caracterizado a las películas venezolanas en donde se ve la vida desde la óptica del maleante. Con este largometraje se buscó rescatar los valores de la institución policial.

## Argumento
Todo comienza cuando Bernardino Correia, un portugués, dueño de varias estaciones de servicio es secuestrado por tres individuos que son enviados por Orozco, un capo colombiano ambicioso y despiadado, que demanda 6 millones de dólares a cambio de su libertad y para ello, emplea a Jairo Barragán como encargado de ese negocio.
El alma de la familia Correia, alegre y dichosa, se ve empañada por la sombra de la tristeza y desolación al ser víctimas de la incertidumbre por el paradero de Benardino. Rosa Helena, su esposa, se convierte en el apoyo que sustenta con la fe a sus hijos Fátima y Francisco y a su cuñada Remedios, mientras el C.I.C.P.C se emerge en la búsqueda de evidencias y rastro de los secuestradores para rescatar a Benardino. A los dos meses, los plagiarios envían una fotografía como fe de vida, donde se observa un Benardino torturado y demacrado víctima de una agresión física y psicológica alterando y a la vez tranquilizando a la familia Correia, quienes ya casi perdían la esperanza de encontrarlo con vida.
Finalmente, un rayo de luz alumbra la investigación cuando Bendita, la empleada de confianza de la estación de servicio, da indicio de un hecho sospechoso ocurrido en el barrio La Acequia, donde ella reside, sobre unos individuos que se relacionan con el crimen. A partir de este momento, el Comisario Betancourt, el Inspector Galíndez y Robles, se convierten en los héroes que prometen salvar a Benardino con vida cueste lo que cueste, conmovidos por el ímpetu de Rosa Helena y por la vocación de combatir y erradicar el crimen con la ayuda de última tecnología y la Brigada de Acciones Especiales, B.A.E.

## Reparto
Protagonistas:
- Antonio cuevas como Bernardino Correia
- Yajaira Orta como Rosa Helena De Correia
- Óscar Alberto Pérez como Inspector Robles
- Claudio de la Torre (actor) como Inspector Galindez
- Marcos Moreno como Comisario Betancourt
- Laureano Olivares como Jairo Berragán
- Zapata 666 como Cara e' perro
- Asdrúbal Blanco como Orosco
- DJ Pana como Tuqueque
- Mayra Africano como Eleuteria

Secundarios:
- Raimond Julien como Gordo Cirilo
- Yulika Krauz como Remedios
- Jessika Grau como Virginia
- Jhonny Pérez como Sebastián
- Charyl Chacón como Bendita
- Ángela Hernández como Geraldine
- Yuvanna Montalvo como Mina
- Héctor Peña como Tony
- Diego Flores como Douglas
- Cheman el Sultán como Rocco
- Richard Millán como Freddy
- Emily Castellanos como Fátima
- Simón Colmenares como Francisco
- Yeimmy Rodríguez como Timby
- Daniel Sierralta como Detective Morales
- Anderson Villamizar como Detective Villamizar
- Carlos Gil como Detective Gil
- Héctor Pedroza como Kike
- Saúl Borges como El Socio
- Diego Diamante como Poco Pelo
- Damaris Méndez como Victoria

## Producción

### Antecedentes y redacción del guion
Una respuesta de un niño, habitante de un barrio caraqueño, le movió el piso a Óscar Alberto Pérez. «Yo quiero ser un pran para tener dinero, las mujeres más bonitas y el respeto del barrio», fueron las palabras que hicieron reflexionar al funcionario del Cicpc. Luego de pensar qué hacer para cambiar esa realidad, decidió que mostrar su trabajo desarticulando y anulando grupos delincuenciales podría cambiar la visión que se gesta en las comunidades del país asediadas por los altos índices de criminalidad: que lo bueno es malo y lo malo es bueno.
Aunado a esto en el año 2012 un comerciante de origen portugués residenciado en Caracas con su familia fue secuestrado en una gasolinera de su propiedad, la estación de servicio Los Álamos en la Carretera Nacional Cagua-La Villa. La banda responsable del secuestro se hacía llamar «Los Caliches del Centro» y operaba desde la República de Colombia con individuos tanto de nacionalidad venezolana como colombiana. El secuestro se prolongó por 11 meses y marcó la acción de una de las labores de inteligencia más recordadas por el Cuerpo de Investigaciones Científicas Penales y Criminalísticas (Cicpc), que mediante su División Nacional Antiextorsión y Secuestro logró rescatar al comerciante de una inminente muerte.
Este es el punto de partida para el guion de Muerte suspendida que está basado en las propias actas policiales del caso.

### Selección del reparto
Oscar Rivas Gamboa cuenta en una entrevista para el diario El Aragüeño lo siguiente:
«El reparto fue seleccionado a dedo y como escribí el guion junto a Carmelo conocía el perfil psicológico de cada uno de los personajes, por esa razón busqué un casting muy preciso de acuerdo a la caracterización de cada uno y dieron el 100 %», contó el director de Muerte suspendida.

### Rodaje
La película se filma en réplicas exactas de los escenarios del secuestro en el que está basada. Estos estaban ubicados en la ciudad de Caracas. En el rodaje no hubo dobles. Las maniobras y tácticas que se revelan en el film son de uso oficial en los operativos verdaderos. Las mismas fueron usadas en el 2012 durante el operativo de rescate en los hechos reales.

## Recepción
La película fue estrenada el 13 de noviembre del 2015, con aproximadamente 171 000 espectadores. La película causó un gran revuelo por los temas expuestos en ella. El director  Oscar Rivas Gamboa recibió amenazas y maltratos a la fachada de su residencia a una semana del estreno, sucesos que lo obligaron a extremar medidas de seguridad.

## Premios
| Año  | Categoría        | Premiación           |
| ---- | ---------------- | -------------------- |
| 2016 | Película del año | Galardón Mara de Oro |